# Markus Vallazza
Markus Vallazza (* 8. August 1936 in St. Ulrich in Gröden; † 21. April 2019 in Bozen) war ein Südtiroler Maler, Grafiker, Illustrator und Schriftsteller.

## Leben
Vallazza studierte von 1956 bis 1957 in Florenz (Istituto d’Arte di Porta Romana, Renzo Grazzini). 1960 und 1961 erfolgten erste längere Aufenthalte in Paris. Von 1961 bis 1971 lehrt er als Kunsterzieher (zunächst an der Mittelschule, später an der Kunstschule St. Ulrich), danach arbeitete er als freischaffender Künstler. 1964 schaffte er sich eine eigene Tiefdruckpresse an. In den 1960er und -70er Jahren werden in Süd- und Nordtiroler Zeitschriften seine Gedichte publiziert. Von 1970 bis 1975 war er Mitglied der Wiener Secession. 1976 begründet er gemeinsam mit anderen die Südtiroler Kulturzeitschrift Arunda. Vallazza lebte zeitweise in Paris, Salzburg (von 1976 bis 1980), Wien, Augsburg und Berlin (von 1980 bis 1982), zuletzt meist in Bozen.
1992 erschien seine Gemeinschaftsarbeit mit Anita Pichler, Die Frauen aus Fanis: In enger Zusammenarbeit mit der Schriftstellerin hatte Vallazza Illustrationen zu den 13 Erzählungen nach Sagen geschaffen.
Für Peter Bloch zählt Markus Vallazza „zu den besten und bedeutendsten Zeichnern der europäischen Gegenwartskunst“. Vallazzas künstlerischer Nachlass wird von seiner Tochter Alma Vallazza verwaltet.

## Ausstellungen
Seit 1962 fanden zahlreiche Einzelausstellungen zu seinem Werk in verschiedenen Orten Europas statt (Berlin, Innsbruck, Leipzig, Meran, Ravenna, Salzburg, Wien u. a.). Er war zudem an vielen weiteren Ausstellungen beteiligt (III. Internationale der Zeichnung Darmstadt, Sammlung Essl Klosterneuburg, Villa Stuck München, Haus der Kunst München, Art Tirol Washington, X. Quadriennale Rom, Albertina Wien).

## Werkverzeichnis
Seit 1972 entstanden an die 20 Mappenwerke zu verschiedenen literarischen Vorlagen, wie z. B. zu Giacomo Casanova, Dante Alighieri („Göttliche Komödie“, 1994–2004), Homer, Horaz, Karl Kraus, Friederike Mayröcker, Friedrich Nietzsche, Oswald von Wolkenstein, Ovid, Edgar Allan Poe, Arthur Rimbaud sowie zu den Dolomiten und den Dolomitensagen (Aus dem Reich der Fanes).

## Auszeichnungen
- 1990: Ritter des Verdienstordens der Italienischen Republik
- 1998: Ehrenzeichen des Landes Tirol
- 2010: Walther-von-der-Vogelweide-Preis
- 2017: Ehrenbürger der Universität Innsbruck[5]